# DJ Premier
Кристофер Эдвард Мартин (англ. Christopher Edward Martin; род. 21 марта 1966 года) — американский продюсер и хип-хоп DJ, который выступает под псевдонимом DJ Premier. Вместе с рэпером Guru входил в состав хип-хоп группы Gang Starr. Родился в городе Хьюстон, но уже в молодом возрасте переехал в Бруклин, Нью-Йорк. Журнал The Source назвал его одним из 5 лучших продюсеров хип-хопа в истории музыки. Его творение в основном базируется на семплировании.

## Начало карьеры
В начале выступал под псевдонимом Waxmaster C, но изменил его на DJ Premier, когда переехал в Бруклин, где вместе с Guru основал хип-хоп группу Gang Starr. Выбрал псевдоним Premier, поскольку хотел быть первым в том, что он делал. DJ Premier сотрудничал с многими хип-хоп артистами, в частности Apathy, Big L, Big Daddy Kane, Bun B, Canibus, D.I.T.C., Fat Joe, Game, Ill Bill, Jay-Z, Joell Ortiz, Канье Уэст, KRS-One, Lord Finesse, M.O.P., Mos Def, Nas, Rakim, Royce da 5'9", Snoop Dogg, The LOX, The Notorious B.I.G., Vinnie Paz, Xzibit, Dr. Dre и др. Также сотрудничал с известными джазовыми исполнителями Брэнфордом Марсалисом и Buckshot Lefonque над их первым альбомом. Выпустил пять треков для Кристины Агилеры с альбома Back to Basics. Также стоит отметить его сотрудничество с Limp Bizkit, D’Angelo, Крейгом Дэвидом и Мэйси Грэй.
В 2008 году он принял участие в разработке игры GTA IV. Он играл самого себя - диджея на радиостанции Classics, где звучали треки рэп-исполнителей  Old School.

## Дискография
- No More Mr. Nice Guy (Альбом Gang Starr) (1989)
- Step In the Arena (Альбом Gang Starr) (1991)
- Daily Operation (Альбом Gang Starr) (1992)
- Hard to Earn (Альбом Gang Starr) (1994)
- The Sun Rises in the East (совместно с Jeru The Damaja) (1994)
- Livin' Proof (совместно с Group Home) (1995)
- Wrath of the Math (совместно с Jeru The Damaja) (1996)
- Moment Of Truth (Альбом Gang Starr) (1998)
- The Ownerz (Альбом Gang Starr) (2003)
- Beats That Collected Dust (2008)
- Rare Play Vol. 1 (2008)
- Rare Play Vol. 2 (2009)
- Tha Blaqprint (совместно с Blaq Poet) (2009)
- DJ Premier Presents Get Used To Us (2010)
- Beats That Collected Dust Vol. 2 (2011)
- Premo Pimpin’ EP (совместно с Вайс П.) (2011)
- StOoDiOtYmE EP (совместно с Bumpy Knuckles) (2012)
- The Kolexxxion (совместно с Бампи Наклз) (2012)
- Hustlas Union:Local NYG (совместно с NYG’z) (2013)
- Already (совместно с Khaleel) (2013)
- PRhyme (совместно с Royce da 5'9") (2014)